# Elizabeth Stafford
Elizabeth Stafford, hertiginna av Norfolk, död 1558, var en engelsk adelskvinna.
Hon var dotter till Edward Stafford, 3:e hertig av Buckingham och Eleanor Percy. Hon gifte sig 1513 med Thomas Howard, 3:e hertig av Norfolk. Hon förvisades från hovet 1531 på grund av sin lojalitet till Katarina av Aragonien. 
Hon separerade från sin make 1534 under skandalartade former på grund av hans otrohet med Bess Holland. Hennes stormiga äktenskap var en uppmärksammad skandal på sin tid. Hon mottog ett otillräckligt underhåll från sin bror. Hennes make blev 1547 gripen och sedan avrättad. Hon fanns inte nämnd i hans testamente. 